# Prîbujanî, Voznesensk
Prîbujanî (în ucraineană Прибужани) este localitatea de reședință a comunei Prîbujanî din raionul Voznesensk, regiunea Mîkolaiiv, Ucraina.

## Demografie
Componența lingvistică a localității Prîbujanî
     Ucraineană (94,63%)
     Rusă (4,47%)
     Alte limbi (0,8%)
Conform recensământului din 2001, majoritatea populației localității Prîbujanî era vorbitoare de ucraineană (94,63%), existând în minoritate și vorbitori de rusă (4,47%).